# Gorintō

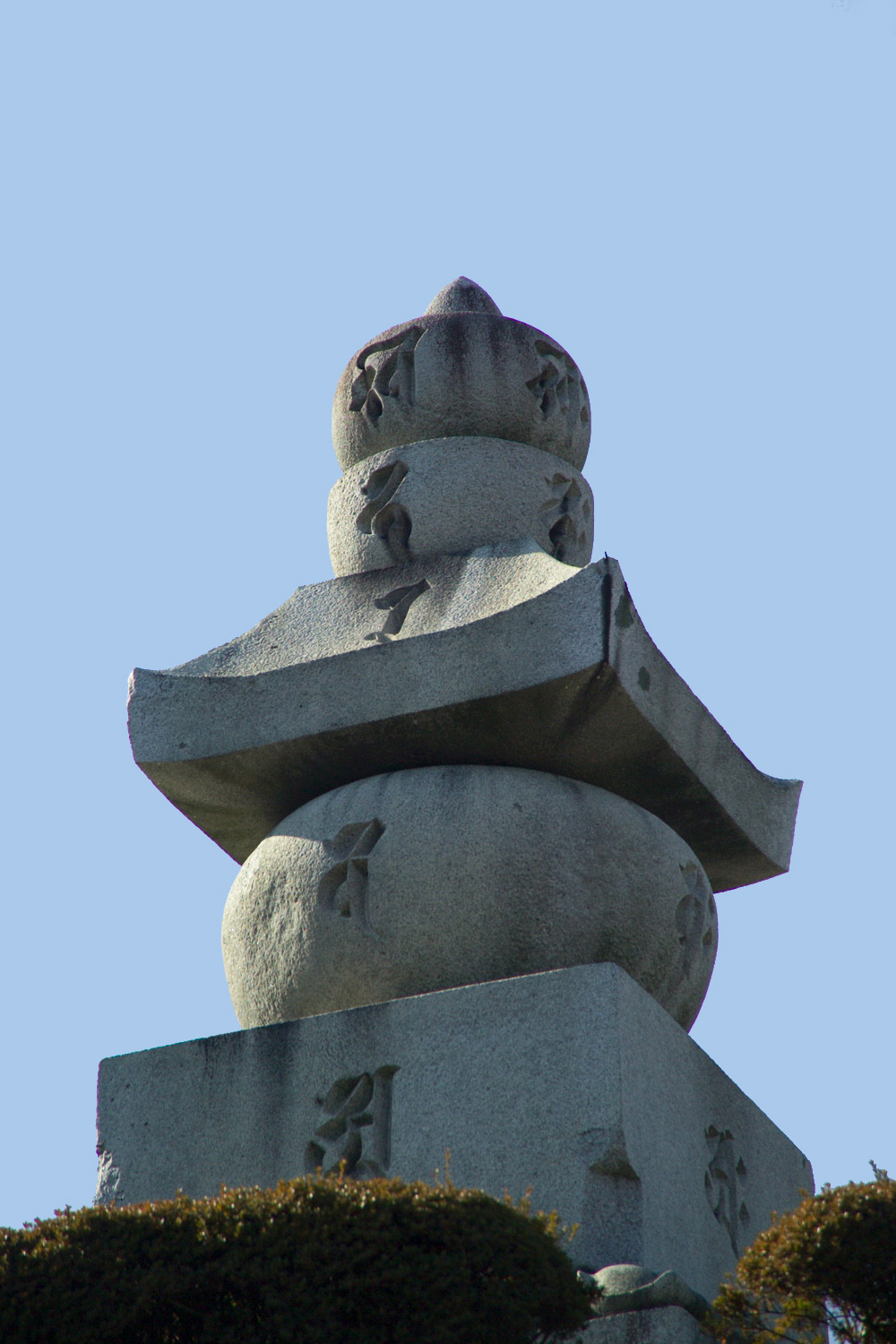
Gorintō des Mimizuka mit Inschriften in Sanskrit

Teile eines Gorintō

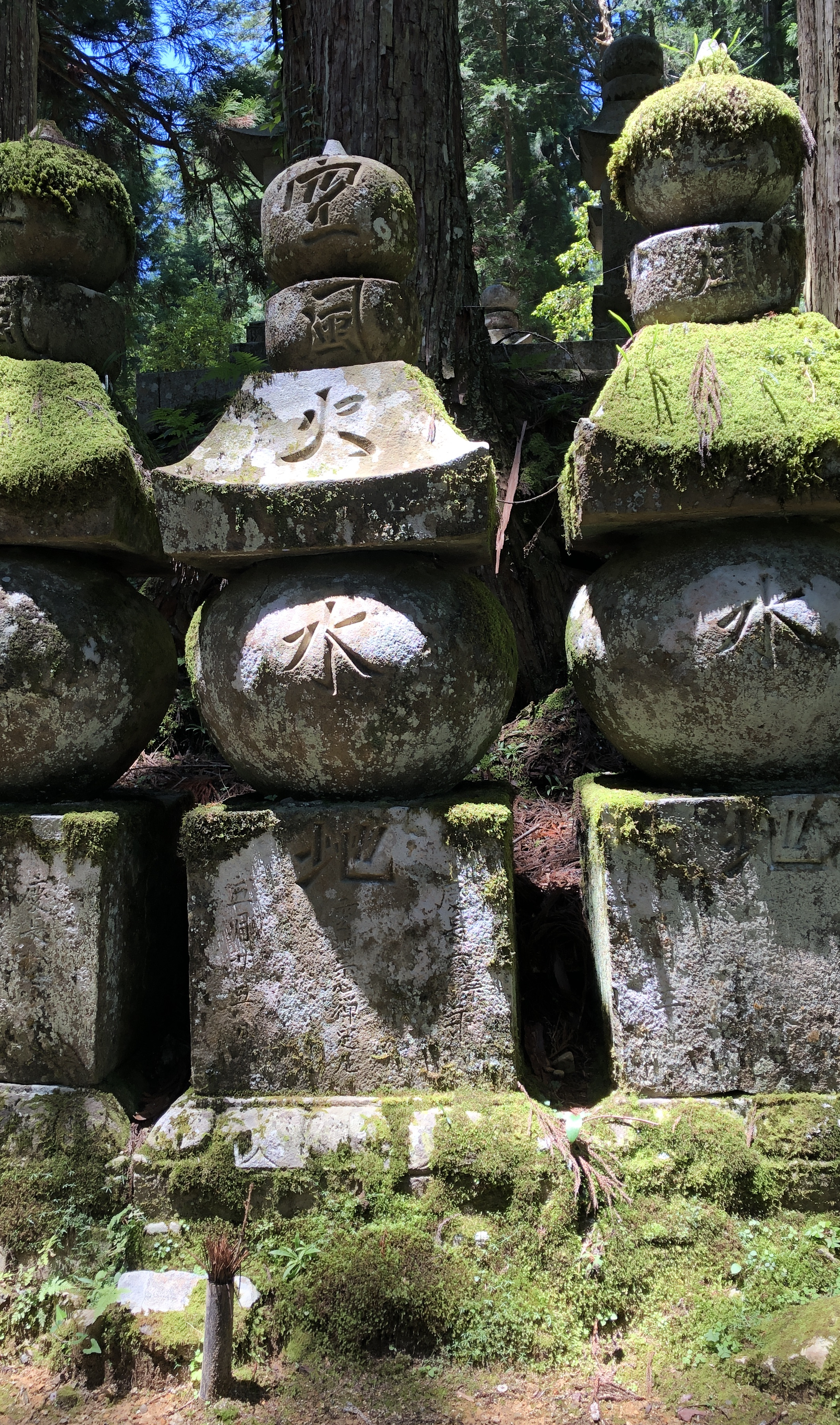
Gorintō mit den chinesischen Zeichen der fünf Elemente

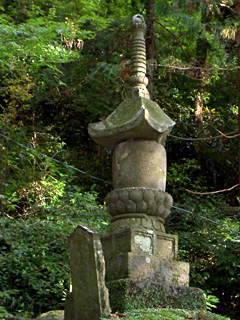
Frühe Form eines Gorintō (Kunisakitō)

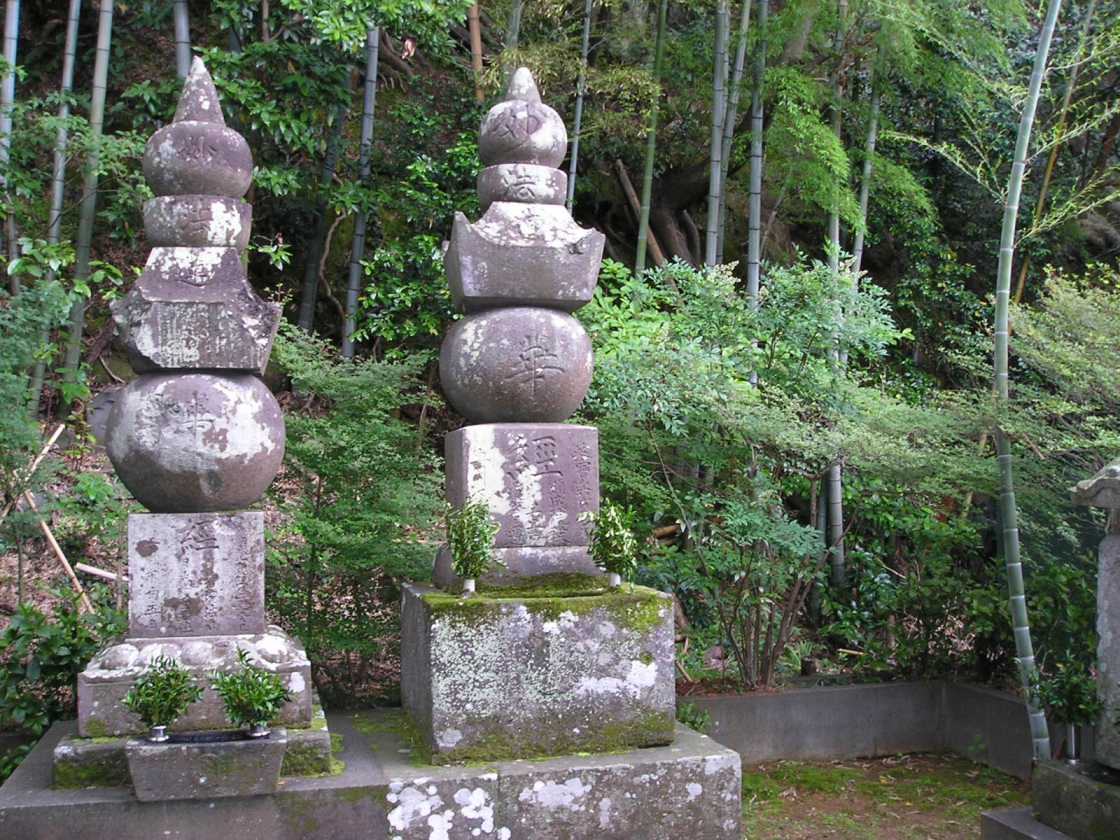
Gorintō mit Lotussutra

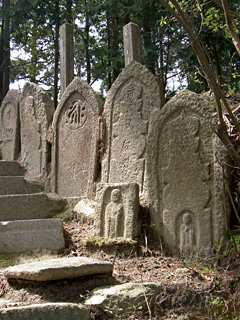
Gorintō als Relief

Ein Gorintō (jap. 五輪塔, dt. „5-Ringe-Turm (Tō)“) ist ein (Stein-)Stupa, der im japanischen Buddhismus verwendet wird. Er wurde erstmals von der Shingon- und der Tendai-Schule in der Mitte der Heian-Zeit als Grabmal oder Gedenkstein gebaut und ist daher häufig auf oder in der Nähe von buddhistischen Friedhöfen zu finden.
Weitere Namen für die Gorintō sind Gorin-sotoba (五輪卒塔婆) oder Gorin-gedatsu (五輪解脱), wobei sotoba eine Abwandlung des Sanskrit-Wortes für Stupa ist und gedatsu für Sanskrit Moksha ‚Erlösung‘ steht.
Das Wort Sotoba ist die Transkription des Sanskrit-Worts Stupa, das ein heiliges Gebäude bezeichnet, in dem Relikte von Buddha oder von Heiligen aufbewahrt werden. Die Form des Stupas hat sich mehrfach gewandelt, so dass ihr Aussehen in verschiedenen Regionen und Ländern stark variiert.

## Aufbau
Die meisten Gorintō sind aus Stein gefertigt, aber auch Holz, Metall und Glas sind möglich. Die Gorintō besteht immer aus fünf Segmenten, auch als Ringe bezeichnet. Jedem Segment ist eines der fünf großen Elemente (Sanskrit: Mahabhuta, jap.: Godai) aus der indischen Philosophie zugeordnet. Oft ist das Sanskrit-Wort in Siddham-Schrift für das betreffende Element vorhanden. Jedem Element ist ferner eine geometrische Form zugeordnet. Von oben nach unten sind dies:
| Sanskrit | Zeichen | Jap. | Form              | Element                |
| -------- | ------- | ---- | ----------------- | ---------------------- |
| kha      | 空      | kū   | (Lotusblüte)      | Ether, Energie, Nichts |
| ha       | 風      | fū   | Mondsichel        | Luft                   |
| ra       | 火      | ka   | Pyramide, Dreieck | Feuer                  |
| va       | 水      | sui  | Kugel, Kreis      | Wasser                 |
| a        | 地      | chi  | Würfel, Quadrat   | Erde                   |

Die Form für das oberste Element unterscheidet sich regional. In Japan erinnert die Form meist an eine Lotusblüte. Die obersten beiden Ringe (Luft und Energie) sind optisch oft zu einer Einheit zusammengefasst. Verzierungen machen es oft schwierig, die einzelnen Ringe voneinander zu unterscheiden.
In Tempeln der Nichiren- und der Tendai-Schule tragen die Gorintō oft die Lotos-Sutra.

## Bedeutung

Gorinto aus Holz im Chūson-ji, Hiraizumi

Es gibt verschiedene Bedeutungen, sowohl für die Gorintō als Ganze als auch für die einzelnen Ringe. Die Literatur spricht dann von mehreren Ebenen der Symbolik. In der Verwendung als Grabstein bringen die Ringe die Idee zum Ausdruck, dass der Körper nach dem Tod in die fünf Elemente übergeht.
Die Gorintō als Symbol gehört zur Mikkyō (密教), der „geheimen Lehre“ (so die Übersetzung des Worts) des Buddhismus, also dem esoterischen Buddhismus. Im japanischen Buddhismus werden darunter die Schulrichtungen Shingon und Tendai zusammengefasst. In diesen Schulen repräsentieren die unteren beiden Formen (Quadrat und Kreis) die Perfektion, da diese beiden Formen die anderen beinhalten.
- Quadrat und Kreis: Sie repräsentieren die Jitsuzaikai (実在界 ‚reale Welt‘), das Reich des perfekten Verstehens.
- Dreieck, Halbmond und das oberste Element: Sie repräsentieren das Henkai (変界 ‚Welt der Wandlung‘), das Reich der Unbeständigkeit. Dieses beinhaltet auch das Genshōkai (現象界), die Welt, in der wir leben.[3]

Auf einer zweiten Ebene der Symbolik ist jedes Element der Gorintō ein Element der Veränderung, sowohl in Jutsuzaikai als auch in Henkai:
- Das oberste Element vereint die Form des Halbmonds und ein Dreieck. Die Kombination dieser beiden Qualitäten steht für Perfektion, die Erlangung von buddhistischer Erleuchtung.
- Der Halbmond steht für Aufnahmebereitschaft. Er ist eine leere Tasse, die bereit ist, die Gaben des Himmels aufzunehmen.
- Das Dreieck ist der Übergang zwischen zwei Welten. Es symbolisiert Vereinigung und Bewegung, die beiden Dinge, die notwendig sind, um Erleuchtung zu erlangen.
- Der Kreis repräsentiert die Vollständigkeit bzw. die Erlangung von Weisheit.
- Das Quadrat ist ein Symbol für die 4 Elemente Feuer, Wasser, Luft und Erde.

In einer weiteren Ebene der Symbolik bezeichnen die Formen die Stufen, in denen ein Schüler in seinen spirituellen Studien voranschreitet. Die Stufen werden von unten nach oben durchlaufen:
- Das Quadrat ist die Basis; der Wille, Perfektion zu erlangen.
- Der Kreis ist die Erlangung von Gelassenheit.
- Das Dreieck ist die Energie, die auf Suche nach der Wahrheit entsteht.
- Der Halbmond ist die Entwicklung von Einsicht und Erkenntnis.
- Die oberste Form ist die Perfektion selbst.

## Historie der Gorintō in Japan

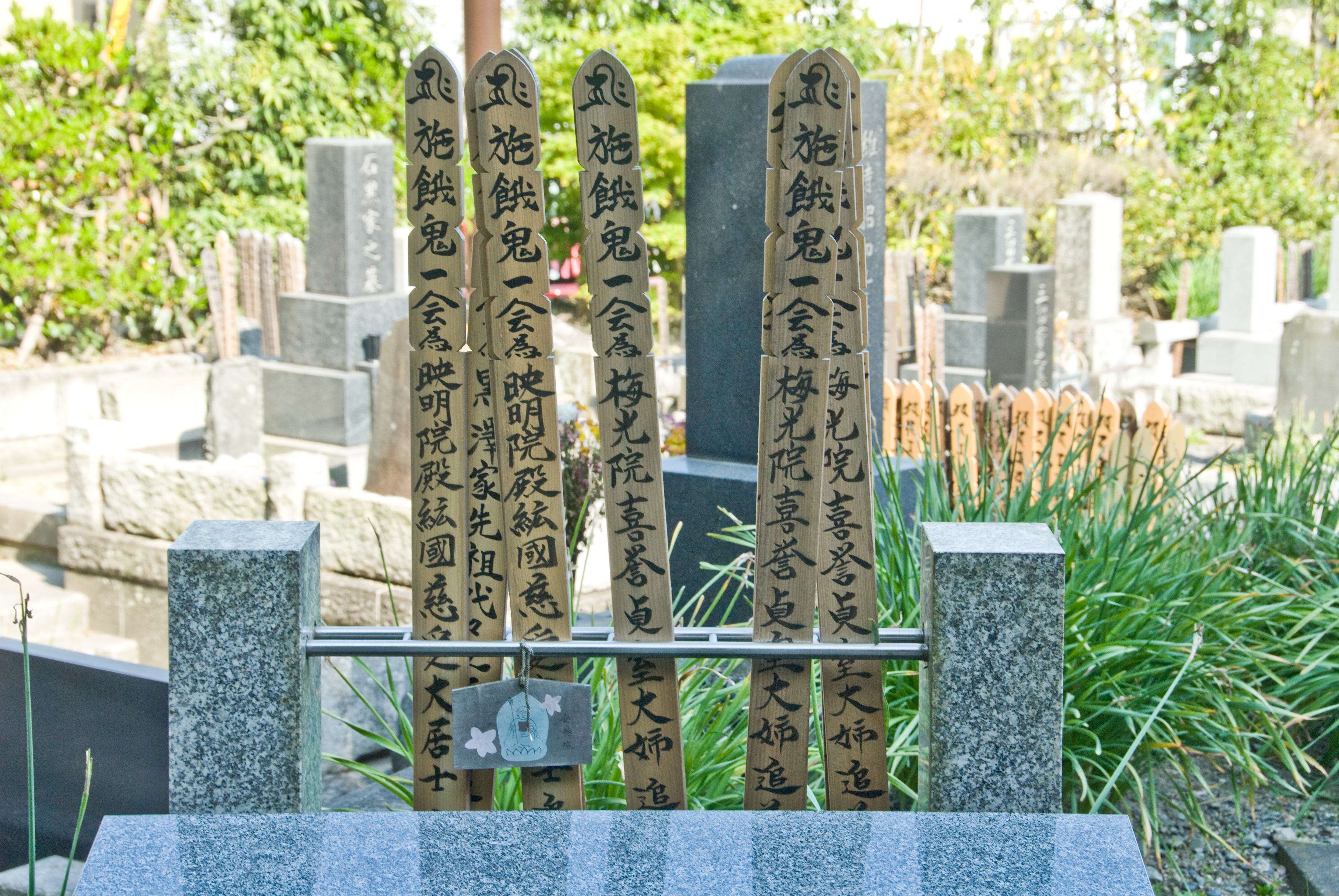
Hölzerne Sotoba am Grab von Akira Kurosawa. Die fünf Sektionen sind deutlich zu erkennen.

Die Entwicklung der Gorintō in Japan zeigt einen großen Einfluss der Mikkyō-Lehre der Mönche Kūkai und Kakuban. Ihre Entstehung begann in der zweiten Hälfte der Heian-Zeit. Das älteste bekannte Gorintō stammt aus dem Jahr 1169 und steht im Chūson-ji in Hiraizumi, Präfektur Iwate. Es ist eine Mischung aus Gorintō und Hōtō (einer zweistöckigen buddhistischen Pagode). Während der Kamakura-Zeit etablierte sich das Gorintō als Gedenk- und Grabsteine und war nicht nur in buddhistischen Tempeln zu finden.
Auf japanischen Friedhöfen findet man heute häufig Opferstöcke aus Holz (siehe Foto). Am Opferstock sind Einkerbungen zu erkennen, die ihn in fünf Abschnitte einteilen. Die Inschrift besteht aus Sutra und dem posthumen Namen der verstorbenen Person. Diese Holztafeln sind im Prinzip eine Variante des Stupas.